# 제28회 유럽 영화상
제28회 유럽 영화상은 2015년 12월 12일에 열린 시상식이다.

## 수상 및 후보

### 유러피안 작품상
- 유스 - 파올로 소렌티노 수상
- 비둘기, 가지에 앉아 존재를 성찰하다 - 로이 앤더슨
- 무스탕 - 데니즈 겜즈 에르구벤
- 램스 - 그리무르 하코나르슨
- 더 랍스터 - 요르고스 란티모스
- 빅토리아 - 세바스티안 쉬퍼

### 유러피안 코메디상
- 비둘기, 가지에 앉아 존재를 성찰하다 - 로이 앤더슨 수상
- 미라클 벨리에 - 에릭 라티고
- 이웃집에 신이 산다 - 자코 반 도마엘

### 유러피안 디스커버리상
- 무스탕 - 데니즈 겜즈 에르구벤 수상
- 굿나잇 마미 - 베로니카 프랜즈 외1명
- 림보 - 안나 소피 하트만
- 슬로우 웨스트 - 존 맥클린
- 썸머스 다운스테어스 - 톰 소머라트

### 유러피안 다큐멘터리상
- 에이미 - 아시프 카파디아 수상
- 어 시리안 러브 스토리 - 숀 맥앨리스터
- 댄싱 위드 마리아 - 이반 게르골렛
- 침묵의 시선 - 조슈아 오펜하이머
- 토토 앤드 히스 시스터스 - 알레그잔데르 나나우

### 유러피안 애니메이션상
- 바다의 노래:벤과 셀키요정의 비밀 - 톰 무어 수상
- 아다마 - 시몬 루비
- 숀더쉽 - 마크 버튼 외1명

### 유러피안 단편영화상
- 피크닉 - 주르 파블로빅 수상
- 불협화음 - 틸 노박
- E.T.E.R.N.I.T. - 조반니 알로이
- 필드 스터디 - 에바 웨버
- 쿵 퓨리 - 데이비드 샌드버그
- 리슨 - 하미 라메잔 외1명
- 아워 바디 - 데인 콤리엔
- 오버 - 요른 스릴펄
- 스마일, 앤 더 월드 윌 스마일 백 - 아브델카림 알-하다드 외5명
- 선 오브 더 울프 - 롤라 퀴보롱
- 심볼릭 스레츠 - 미샤 라인카우프 외2명
- 더 러너 - 호세 루이스 몬데시노스
- 더 트랜스레이터 - 엠레 카이즈
- 디스 플레이스 윌 콜 아워 홈 - 도라 로렌첸 외1명
- 워싱토니아 - 콘스탄티나 캇츠마니

### 유러피안 감독상
- 유스 - 파올로 소렌티노 수상
- 바디 - 마우고시카 슈모프스카
- 나의 어머니 - 난니 모레티
- 비둘기, 가지에 앉아 존재를 성찰하다 - 로이 앤더슨
- 더 랍스터 - 요르고스 란티모스
- 빅토리아 - 세바스티안 쉬퍼

### 유러피안 여우주연상
- 45년 후 - 샬롯 램플링 수상
- 엑스 마키나 - 알리시아 비칸데르
- 나의 어머니 - 마거리타 부이
- 빅토리아 - 라이아 코스타
- 유스 - 레이첼 와이즈

### 유러피안 남우주연상
- 유스 - 마이클 케인 수상
- 13 미닛츠 - 크리스티안 프리에델
- 45년 후 - 톰 커트니
- 아버지의 초상 - 뱅상 랭동
- 더 랍스터 - 콜린 파렐

### 유러피안 각본상
- 더 랍스터 - 요르고스 란티모스 외 1명 수상
- 비둘기, 가지에 앉아 존재를 성찰하다 - 로이 앤더슨
- 엑스 마키나 - 알렉스 가랜드
- 45년 후 - 앤드류 헤이
- 아페림! - 라두 주데
- 유스 - 파올로 소렌티노

### 유러피안 촬영상
- 굿나잇 마미 - 마틴 쉴라츠 수상

### 유러피안 음악상
- 더 듀크 오브 버건디 - Cat's Eyes 수상

### 유러피안 편집상
- 바디 - 야첵 드로시오 수상

### 유러피안 미술감독상
- 이웃집에 신이 산다 - 실비 올리브 수상

### 유러피안 사운드디자이너상
- 천일야화 볼륨 1 - 바스코 피멘텔 외 1명 수상
- 천일야화 볼륨 2 - 바스코 피멘텔 외 1명 수상
- 천일야화 볼륨 3 - 바스코 피멘텔 외 1명 수상

### 유러피안 의상디자이너상
- 더 랍스터 - 사라 브렌킨솝 수상

### 유럽영화아카데미 평생공로상
- 샬롯 램플링 수상

### 올해의 유러피안 공동제작상
- 안드레아 오치핀티 수상

### 유러피안 월드 시네마상
- 크리스토프 왈츠 수상

### 명예상
- 마이클 케인 수상

### 관객상
- 살인의 늪 - 알베르토 로드리게즈 수상
- 웰컴, 삼바 - 올리비에르 나카체 외1명
- 이미테이션 게임 - 모튼 틸덤
- 포스 마쥬어: 화이트 베케이션 - 루벤 외스틀룬드
- 리바이어던 - 안드레이 즈비아긴체프
- 비둘기, 가지에 앉아 존재를 성찰하다 - 로이 앤더슨
- 화이트 갓 - 코르넬 문드럭초
- 제네시스: 세상의 소금 - 빔 벤더스 외1명
- 빅토리아 - 세바스티안 쉬퍼
- 컬러풀 웨딩즈 - 필립 드 쇼브홍

### 젊은 관객상
- 인비저블 보이 - 가브리엘 살바토레 수상

### EFA 장편 영화 셀렉션
- 아페림! - 라두 주데
- 애프터소트 - 앨라드 케이단
- 천일야화 볼륨 1 - 미겔 고미쉬
- 천일야화 볼륨 2 - 미겔 고미쉬
- 천일야화 볼륨 3 - 미겔 고미쉬
- 아빠 - 비사르 모리나
- 암흑의 영혼 - 프란체스코 문지
- 옥수수 섬 - 게오르게 오바슈빌리
- 커렉션즈 클래스 - 이반 I. 트베르도프스키
- 도라 오어 더 섹슈얼 노이로제 오브 아워 페런츠 - 스티나 베렌펠스
- 멕시코의 에이젠슈타인 - 피터 그리너웨이
- 에브리 씽 윌 비 파인 - 빔 벤더스
- 굿나잇 마미 - 베로니카 프랜즈 외1명
- 인 더 섀도우 오브 우먼 - 필립 가렐
- 코자 - 이반 오스트로초브스키
- 나치는 살아있다 - 지우리오 리치아렐리
- 라우더 댄 밤즈 - 요아킴 트리에
- 마법소녀 - 카를로스 베무트
- 살인의 늪 - 알베르토 로드리게즈
- 맨 앤 치킨 - 앤더스 토머스 옌센
- 미스 줄리 - 리브 울만
- 내 청춘 시절의 세 가지 추억 - 아르노 데스플레샹
- 노 원스 차일드 - 부크 수모빅
- 패딩턴 - 폴 킹
- 피스 투 어스 인 아위 드림스 - 샤루나스 바르타스
- 슈나이더 vs. 박스 - 알렉스 반 바르메르담
- 이야기들에 대한 이야기 - 마테오 가로네
- 브랜드 뉴 테스타먼트 - 자코 반 도마엘
- 더 듀크 오브 버건디 - 피터 스트릭랜드
- 더 페어웰 파티 - 샤론 메이몬 외1명
- 더 히어 애프터 - 매그너스 본 혼
- 하이 썬 - 달리보 마타니치
- 더 레슨 - 크리스티나 그로제바 외1명
- 더 포스트맨즈 화이트 나잇츠 - 안드레이 콘찰로프스키
- 더 스네이크 브라더스 - 쟝 프루시노브스키
- 상가일레의 여름 - 앨런테 카바이테
- 더 트레져 - 코르넬리우 포룸보이우
- 그들은 탈출했다 - J.P. 발케파
- 쓰리 윈도우즈 앤 어 행잉 - 이사 코스자
- 전자 구름 아래에서 - 알렉세이 게르만 주니어
- 버진 마운틴 - 다구르 카리
- 수요일 04:45 - 알렉시스 알렉시우
- 13 미닛츠 - 올리버 히르비겔
- 45년 후 - 앤드류 헤이
- 비둘기, 가지에 앉아 존재를 성찰하다 - 로이 앤더슨
- 바디 - 마우고시카 슈모프스카
- 엑스 마키나 - 알렉스 가랜드
- 무스탕 - 데니즈 겜즈 에르구벤
- 나의 어머니 - 난니 모레티
- 램스 - 그리무르 하코나르슨
- 더 랍스터 - 요르고스 란티모스
- 아버지의 초상 - 스테판 브리제
- 빅토리아 - 세바스티안 쉬퍼
- 유스 - 파올로 소렌티노

### EFA 다큐멘터리 셀렉션
- 어 시리안 러브 스토리 - 숀 맥앨리스터
- 어보브 앤 빌로우 - 니콜라스 슈타이너
- 올 띵스 어블레이즈 - 알렉세이 솔로듀놉 외 2명
- 에이미 - 아시프 카파디아
- 복싱 포 프리덤 - 후안 안토니오 모레노 외 1명
- 댄싱 위드 마리아 - 이반 게르골렛
- 데모크라츠 - 카밀라 닐손
- 드리프터 - 가버 홀셔
- 일렉트로보이 - 마르셀 기슬레르
- 스톡홀름 씨의 좋은날 - 프히 암보
- 그로즈니 블루스 - 니콜라 벨루치
- 해방의노래 - 아얏 나자피
- 라 부에나 비다 - 더 굿 라이프 - 옌스 샨체
- 침묵의 시선 - 조슈아 오펜하이머
- 토토 앤드 히스 시스터스 - 알레그잔데르 나나우